# فرشته‌ماهی دورنگ
فرشته‌ماهی دورنگ (نام علمی: Centropyge bicolor) نام یک گونه از تیره فرشته‌ماهیان است.